# Familjen Brontë (TV-serie)
Familjen Brontë (engelska: The Brontës of Haworth) är en brittisk miniserie från 1973. Det är ett biografiskt drama om den berömda familjen Brontë. Vi får följa Emily, Charlotte, Anne och Branwell från barndomen, fram till framgångarna och deras tidiga bortgångar. Serien är inspelad på autentiska platser och blev väl mottagen. Den visades i svensk tv sommaren 1975.

## Handling
Syskonen Brontë; Charlotte, Emily, Anne, och Branwell, växer upp under trygga förhållanden och delar alla glädjen av en ändlös kreativitet och en passion för att lära. Men deras skyddade uppfostran skapar också svårigheter för dem då var och en ska etablera sig vidare i världen.
Branwell får sin konstnärliga förhoppningar slagna i spillror och tar ett smärtsamt beslut, medan Charlotte och Emily utbildar sig vidare i Bryssel. Anne finner det utmanande att arbeta som guvernant i en rik familj och så slår en koleraepidemi ned och får tragiska konsekvenser på deras hemort, Haworth.
Systrarna fortsätter ändå sitt kreativa skapande och Charlotte publicerar en bok med dikter. Brodern Branwells självdestruktiva beteende blir dock värre och han blir en skugga av sitt forna jag.
År 1847 för spänning med sig för systrarna, dels med publiceringen av deras romaner och dels med en livsförändrande resa till London. Men sorgliga händelser överskuggar snart glädjen av de tre systrarnas framgångar.
Det stora erkännandet av Charlotte som författare glädjer deras far mycket, men i slutändan är den sorgliga verkligheten att Patrick Brontë överlever alla sina begåvade barn.

## Rollista i urval
- Alfred Burke – Pastor Patrick Brontë
- Vickery Turner – Charlotte Brontë
- Ann Penfold – Anne Brontë
- Barbara Leigh-Hunt – berättare / Elizabeth Gaskell
- Michael Kitchen – Branwell Brontë
- Rosemary McHale – Emily Brontë
- Sheila Raynor – Tabitha Aykroyd
- Iain Blair – John Brown
- Kim McDonald – Martha Brown
- Freda Dowie – miss Branwell
- Vivien Heilbron – Mary Taylor
- Benjamin Whitrow – Arthur Bell Nicholls
- Frances Bennett – mrs Robinson
- William Moore – Thomas Sugden
- Joanna Monro – Lydia Robinson
- Susan Brodrick – Annie
- Raymond Mason – brevbärare
- Seymour Matthews – Francis Grundy
- Peter Pratt – mr Woolven
- John Rees – servitör
- Richard Kay – Willie Weightman
- Jenny Oulton – Ellen Nussey
- Kathleen Byron – miss Wooler

## DVD
Serien gavs ut på DVD i Sverige 2008 med titeln Brontës värld.